# Majengo (Mbeya)
Majengo è una circoscrizione urbana (urban ward) della Tanzania situata nel distretto urbano di Mbeya, regione di Mbeya. Conta una popolazione di 3 314 abitanti (censimento 2012).